# Ivan Branko Šamija
Ivan Branko Šamija (Lovreć, 24. studenoga 1937. – Zagreb, 13. rujna 2017.) bio je hrvatski književnik, leksikograf i književni prevoditelj. Autor je nekoliko hrvatskih rječnika.

## Životopis
Za hrvatsku je leksikografiju bitan zbog svog doprinosa slabije pokrivenom području hrvatskih rječnika, odnosno rječnicima koji donose riječi hrvatskih štokavskih idioma.
Godine 2012. objavio je rječnik hrvatskog jezika koji obuhvaća riječi svih triju hrvatskih narječja. Na hrvatski je preveo s francuskog dio djela Nathalie Sarraute u Kolu i Lovrećkom libru.
Bio je urednik Lovrećkog libra, časopisa Društva Lovrećana Zagreb.

## Djela
Najvažnija djela:
- Razlikovni rječnik srpskoga i hrvatskoga nazivlja; Rječnik hrvatskih i srpskih inačica, (suautor Dražen Lukačić), 1991.
- Razlikovnica hrvatskoga i srpskoga jezika, GALIA-VINO, Zagreb, 1992.
- Hrvatski jezikovnik i savjetovnik, 1997.
- Rječnik imotskoga govora, 2001. (suautor Petar Ujević) ISBN 978-953-98695-0-0
- Prkos, tragikomedije, 2001.
- Rječnik imotsko-bekijskoga govora, 2004.[2] (svojevrsno 2. izdanje rječnika iz 2001.)
- Prinosi rječnjaku i pravopisu hrvatskomu, 2007. (2. dop. izd. 2008.)
- Slikovni rječnik Imotske krajine (suautor Perica Tucak), 2010.
- Hrvatski rječotvornik, 2011.
- Rječnik jezika hrvatskoga, 2012., ISBN 9789539824783
- Rječnik tuđica i hrvatskih riječi, 2014.
- Hrvatski (što-kaj-ča) rječnik, (A-G), II (H-NJ), 2015.
- Doba sumnje (eseji o romanu), Nathalie Sarraute; Šimija preveo s francuskoga jezika, 2015.
- Hrvatski (što-kaj-ča) rječnik, III (O-P), 2016.
- Slikovni rječnik hrvatskog uzmorja, (suautor Josip Joško Petričević), 2017.

## Nagrade i priznanja
- monodramski tekst Prkos dobio je nagradu na Raosovim danima 2001.[3]

## Vanjske poveznice
- Udruga Gavran[neaktivna poveznica] Predstavljanje knjige: Rječnik jezika hrvatskoga
- Hrvatski plus Važniji hrvatski rječnici